# Kulia
Kulia ist Verwaltungssitz und Hauptort des Bezirks Niuato im pazifischen Inselstaat Tuvalu. Kulia liegt im Westen der Hauptinsel Niutao. Der Ort hat 224 Einwohner (Stand 2010). Historisch war Kulia als Tuapa bekannt.
Kulia verfügt über eine Kirche der Ekalesia Kelisiano Tuvalu, eine Post und Schule.